# Pierre Bouvier
Pierre Charles Bouvier (9 de mayo de 1979) es un cantante, compositor, músico y multiinstrumentista canadiense, conocido por ser el vocalista líder y bajista de la banda de pop punk Simple Plan.

## Biografía
A los 13 años fundó la banda de Punk Rock, Reset, con su compañero de clases Chuck Comeau, en esta banda fue primero solo el vocalista, y después de que Chuck Comeau y el bajista de la banda se salieran, suplió al bajista. Aunque ser bajista y vocalista no duro hasta 1999 (después de grabar el segundo disco), este dejó la banda por las presiones que Pierre y Chuck les sometía.
Durante su carrera musical, Pierre trabajó en un restaurante de pollo "barbecue" en su natal Montreal
Poco después Bouvier se reencontró con Comeau y ayudó a terminar de establecer la banda Simple Plan, de la cual es el vocalista, además de ser, junto con Comeau, el principal compositor de las canciones (escritor). Adicionalmente, era el bajista original, hasta que su posición fue cedida a David Desrosiers, cuando este se unió a la banda, ya que a Pierre le gustaba tener contacto con el público y no podía hacerlo si tocaba un instrumento. Pero en presentaciones en vivo, a veces, toca la guitarra (eléctrica o acústica) para ciertas canciones.
También presentó un programa en MTV llamado Damage Control, el cual ha terminado, como estaba planeado.
Desde el 2020, luego de la salida de David Desrosiers de Simple Plan (por acusaciones de conducta sexual inapropiada) hasta la actualidad, volvió a tomar el puesto de bajista

## RoleModel Clothing
Es copropietario en la línea de ropa "RoleModel Clothing" junto con Chuck Comeau,y el fotógrafo de Simple Plan, Patrick Langlois
Role Model Clothing es la línea de ropa creada por Bouvier, Comeau, Langlois y Rose (quienes usualmente se les nota usando camisas de esta marca en presentaciones y en los videos de la banda). Principalmente, la marca comercializa camisas, las cuales, invariablemente, incluyen las palabras "ROLE MODEL" (modelo a seguir) en el diseño. Erik Chandler, de la banda Bowling for Soup, a menudo se ve usando camisas de Role Model. Aunque actualmente ya no producen más ropa "Role Model", Comeau asegura que algún día volverán a enfocarse en el diseño de esta.

## Damage Control
Damage Control era una serie de reality presentada por Bouvier, que fue lanzada por MTV para Estados Unidos el 6 de marzo de 2005. En Damage Control (Control de Daños), los padres les decían a sus hijos que se irían por el fin de semana, pero, en realidad, estaban a unas pocas casas, monitoreándolos, con Bouvier, por medio de cámaras ocultas y micrófonos. El adolescente sería puesto en situaciones vergonzosas en las que él o ella tendría que tomar decisiones. Los padres ganaban dinero si adivinaban qué harían sus hijos, y luego que los padres volvían a casa (casi siempre en el peor momento) el adolescente, sin saber que lo estaban filmando, podía ganar dinero confesando. Se grabaron dos temporadas antes que el show fuera lanzado, y no se planearon o filmaron más, debido al parecido entre episodios y que algunos temas o eventos podrían hacer que se entendiera, fácilmente lo que estaba pasando.

## Vida privada
Pierre Bouvier asistió al Collège Beaubois, una escuela saria en Montreal con los otros miembros de la banda Sébastien Lefebvre, Jeff Stinco y Chuck Comeau (pero no David Desrosiers).
La canción "Save You" (Salvarte) del álbum titulado "Simple Plan" es sobre su hermano Jay, quien padeció de cáncer de Linfoma en el año 2007. Durante ese año se sometió a quimioterapia e incluso a un trasplante de médula ósea. Lo cual fue muy difícil para Pierre ya que sólo lo podía observar de lejos y no podía tocarlo sin guantes, tapa bocas y estar perfectamente desinfectado, ya que podría pasarle a su hermano una infección y llevarlo a la muerte.
En el año 2012, nació su primera hija llamada Lennon Rose Bouvier Farrar; producto de la relación con la modelo Lachelle Farrar, con la cual posteriormente se casó en 2014, en ese mismo año nació su segunda hija Soren.

## Discografía

### Reset
- No Worries (1997)
- No Limits (1999)

### Simple Plan
- No Pads, No Helmets... Just Balls (2002)
- Still Not Getting Any... (2004)
- Simple Plan (2008)
- Get Your Heart On! (2011)
- Taking One for the Team (2016)
- Harder Than It Looks (2022)